# Yannick Kraag
Yannick Story Kraag (Amsterdam, 16 ottobre 2002) è un cestista olandese di formazione spagnola.

## Carriera

### Nazionale
Ha esordito con la nazionale olandese l'11 novembre 2022, nella partita di qualificazione al Mondiale 2023 persa per 77-96 contro l'Ucraina, in cui ha segnato 15 punti.